# Observatorio contra el Acoso Callejero
El Observatorio Contra el Acoso Callejero (OCAC Chile) es una organización no gubernamental sin fines de lucro, fundada el año 2013 en Santiago de Chile con el objetivo de visibilizar el acoso sexual callejero como una forma de violencia de género y legislar para eliminar estas prácticas.

## Historia
El Observatorio Contra el Acoso Callejero comenzó a funcionar en noviembre del año 2013 con tres integrantes. El objetivo era estudiar, visibilizar y combatir el acoso sexual callejero. Para ello, iniciaron su primera campaña en las calles a inicios de 2014, que consistió en una serie de fotografías con mujeres que mostraban carteles con frases como «mi escote no es una invitación a acosarme» o «mi cuerpo no quiere tu opinión». Las imágenes tuvieron un gran impacto en redes sociales y el mensaje comenzó a difundirse rápidamente.[cita requerida] Luego fue el turno de los hombres. La campaña se llamó «yo no acoso porque», donde jóvenes de todas las edades posaban con mensajes tales como «yo no acoso porque acosarte no me hace más hombre», entre otras. Con esto, la organización se hizo conocida en poco tiempo, al igual que la figura de «acoso callejero».
Actualmente, OCAC Chile es una organización conformada por un equipo multidisciplinario de profesionales, que se organiza en cinco áreas: Comunicaciones, Asesoría Jurídica, Estudios, Articulación, Gestión e Intervención.
Con el fin de estudiar el fenómeno, OCAC Chile realizó un  primer estudio a comienzos del 2014. Por primera vez en Chile se levantaba información cuantitativa sobre casos de acoso sexual callejero. Gracias a este trabajo, la organización logró comprobar empíricamente la existencia de esta práctica y su caracterización. Entre los datos más relevantes, el 71 % de las personas encuestadas calificó esta experiencia como traumática.
Gracias al trabajo de OCAC Chile, ONU Mujeres y la Unión Europea otorgaron fondos a la organización a través del Programa de Fortalecimiento de Organizaciones de la Sociedad Civil que promueven la Igualdad de Género en Chile. Con esto se llevó a cabo la primera encuesta nacional sobre acoso sexual callejero y una campaña mediática llamada Acoso es violencia. La encuesta fue aplicada en 1300 hogares de la Región Metropolitana y vía online. El resultado fue revelador: el 76 % de los encuestados sufrió algún tipo de acoso y el 96 % estaría dispuesto a sancionarlo.[cita requerida]
Así, el siguiente paso fue la creación del proyecto de ley de «Respeto Callejero» que busca sancionar esta práctica. Este ingresó al parlamento en marzo de 2015, patrocinado por ocho diputados de diferentes tendencias políticas: Giorgio Jackson (Independiente-RD), Daniella Cicardini (PS), Loreto Carvajal (PPD), Marcela Sabat (RN), Karol Cariola (PC), Vlado Mirosevic (Liberal), Yasna Provoste (DC) y Gabriel Boric (Independiente-IA).

## Qué es el acoso sexual callejero
Son prácticas de connotación sexual ejercidas por una persona desconocida, en espacios públicos como la calle, el transporte, o espacios semi públicos (centros comerciales, universidad, etc.); que suelen generar malestar en la víctima. Estas acciones son unidireccionales, es decir, no son consentidas por la víctima y quien acosa no tiene interés en entablar una comunicación real con la persona agredida.
Asimismo, se diferencian en su intensidad. No es igual que una persona se exhiba masturbándose ante un menor, a que se acerque al oído de otra para dedicarle una frase sexual. Por eso han sido clasificados:
- El acoso verbal y no verbal, que consiste en miradas lascivas, sonidos y comentarios persistentes.
- Físico, cuando hay roce de partes, «punteos» y presión de genitales con zonas no íntimas; registros audiovisuales como toma de fotografías o grabación de videos sin consentimiento.
- Acoso grave, cuando se producen arrinconamientos, persecuciones, masturbación pública y exhibicionismo.

## Proyecto de ley contra el acoso callejero
Actualmente,[¿cuándo?] quienes cometen actos de acoso sexual callejero no reciben ningún castigo ni multa. Tampoco hay una legislación que tipifique el acoso callejero como un delito, solamente existe el delito contra la moral y las buenas costumbres, ley que data del año 1874 y que no tipifica el acoso callejero, es insuficiente y generalmente estas causas se archivan y no concretan sanción. En el otro extremo, está el delito de acoso sexual, pero para ello debe existir contacto anal, bucal o vaginal. 
Por eso, OCAC Chile presentó el proyecto de ley llamado «Ley de Respeto Callejero» que incorpora a la legislación chilena el acoso sexual callejero, desde comentarios con connotación sexual hasta el roce de genitales ajenos en medio de un tumulto. El proyecto busca hacerse cargo de esa diferencia y propone tipificar faltas y delitos.
El proyecto tiene cuatro ejes principales. Primero, define qué se entenderá como acoso sexual callejero. Segundo, tipifica qué actos serán constitutivos de falta. Tercero, incorpora en el Código Penal el delito de acoso sexual callejero y cuarto propone medidas alternativas con enfoque educativo. En forma paralela, OCAC Chile presentó al Ejecutivo un conjunto de recomendaciones para promover políticas públicas educativas y preventivas, y así no criminalizar meramente el problema.
En esa línea, OCAC propone que los conocidos «agarrones», «punteos» sean considerados un delito y castigadas con 540 días de cárcel; el acoso sin contacto físico, como frases con contenido sexual, masturbaciones, persecuciones o toma de fotografías sean penalizadas con multas desde las 20 Unidades Tributarias Mensuales (UTM).
Con estas penas se busca concientizar a la ciudadanía sobre el acoso callejero y entregar protección a las víctimas. Según un estudio de OCAC Chile, cerca del 90 % de las mujeres encuestadas ha sufrido a lo menos un episodio en su vida. En el caso de los hombres, el 55 %. En el 80 % de los casos, los autores de esta práctica son hombres.[cita requerida]

## OCAC en Latinoamérica
Además de su labor en Chile, OCAC busca expandir su mensaje al resto de Latinoamérica. El Observatorio trabaja activamente para contactarse con otras organizaciones existentes en el continente para establecer una relación de cooperación. En cuanto a los países que no poseen organizaciones sociales de este tipo, busca ponerse a su disposición para facilitar la creación de una. Estos se llaman «nodos OCAC Latinoamérica».
Acciones realizadas hasta ahora:
- Creación de los nodos OCAC Nicaragua,[6] Uruguay,[7] Colombia,[8] Bolivia,[9] Costa Rica[10] y Observatorio Contra el Acoso Callejero Guatemala.[11]
- Establecimiento de relaciones con organizaciones de diversos países alrededor del mundo, especialmente en Latinoamérica. Entre ellos: Perú, Brasil, Ecuador, Argentina, El Salvador, EE. UU., Bahamas, Egipto, Canadá e India;
- Realización del evento virtualYouth Will End Street Harassment, mapeo de ideas por Facebook y Twitter para poner fin al acoso sexual callejero en colaboración con otras 11 ONGs articuladas por OCAC Chile para participar de la acción.
- Participación en la Semana Internacional contra el Acoso Callejero 2015 con evento de sensibilización y acciones de difusión de la temática en las redes sociales, incluyendo la campaña Latinoamérica unida contra el Acoso Callejero.[12]

## Participación social en procesos multilaterales
En este frente, OCAC Chile participa como organización de la sociedad civil de negociaciones y procesos multilaterales para garantizar avances en los compromisos que firman las naciones para la erradicación de la desigualdad de género, con enfoque en la erradicación de la violencia contra las mujeres.
Acciones realizadas hasta ahora:
- Creación de guía de participación ciudadana en el proceso Beijing+20;
- Creación de carta posicionamiento y petición online para la incorporación del acoso callejero en la discusión de la 59 CSW (Beijing+20) y establecimiento de compromisos;
- Participación en la reunión de seguimiento de la implementación del Mecanismo de la Convención de Belém do Pará en Chile (MESECVI)
- Colaboración con la construcción de posicionamiento del Grupo de Interés de Niños y Jóvenes de la ONU (MGCY) para los procesos de negociación de las agendas Post-2015 y Habitat III.

## Estudios
A la fecha, OCAC ha realizado dos encuestas que han arrojado resultados reveladores. El primero, del año 2014, sostiene que el 90 % de las mujeres ha sido víctima de acoso callejero. En el caso de los hombres, alcanza el 55 %.
La segunda encuesta, llevada a cabo el año 2015, manifiesta que el 90 % de la ciudadanía residente en Santiago de Chile cree necesario legislar sobre esta materia.